# John Monash
John Monash (ur. 27 czerwca 1865 w Melbourne, zm. 8 października 1931 tamże) – australijski inżynier i żołnierz (generał), najważniejszy australijski dowódca wojskowy z okresu I wojny światowej. 

## Życiorys
Pochodził z rodziny o niemiecko-żydowskich korzeniach. Jego dziadkiem był drukarz Bar Loebel Monasch (zm. 1879 w Krotoszynie), jego rodzice przed emigracją do Australii mieszkali w Krotoszynie w ówczesnym zaborze pruskim, oboje uważali niemiecki za swój język ojczysty. W okresie, gdy John Monash był dzieckiem, rodzina utrzymywała się ze sklepu prowadzonego przez jego ojca. Monash studiował na Uniwersytecie w Melbourne, gdzie uzyskał licencjat z inżynierii lądowej, a następnie magisterium z prawa (wiele lat później, w 1921, na tej samej uczelni obronił pracę doktorską w dziedzinie inżynierii). 
Po studiach podjął pracę w branży budowlanej, jako inżynier zajmujący się głównie budową mostów i linii kolejowych. Był jednym z pionierów stosowania w Australii żelbetu. W 1894 wraz ze wspólnikiem założył własną firmę świadczącą usługi budowlane i doradcze. W 1905 spółka została rozwiązana, ale wkrótce potem Monash uruchomił kolejny biznes z innymi partnerami. Już od czasów studenckich służył w ochotniczych milicjach obywatelskich. Jako oficer rezerwy australijskiej armii doszedł do stopnia pułkownika i dowódcy brygady, która jednak w czasach pokoju nie była mobilizowana, a jej żołnierze, łącznie z dowódcą, mogli równolegle pracować w cywilnej gospodarce. Na podobnym modelu opierała się wówczas znaczna część australijskiego wojska.

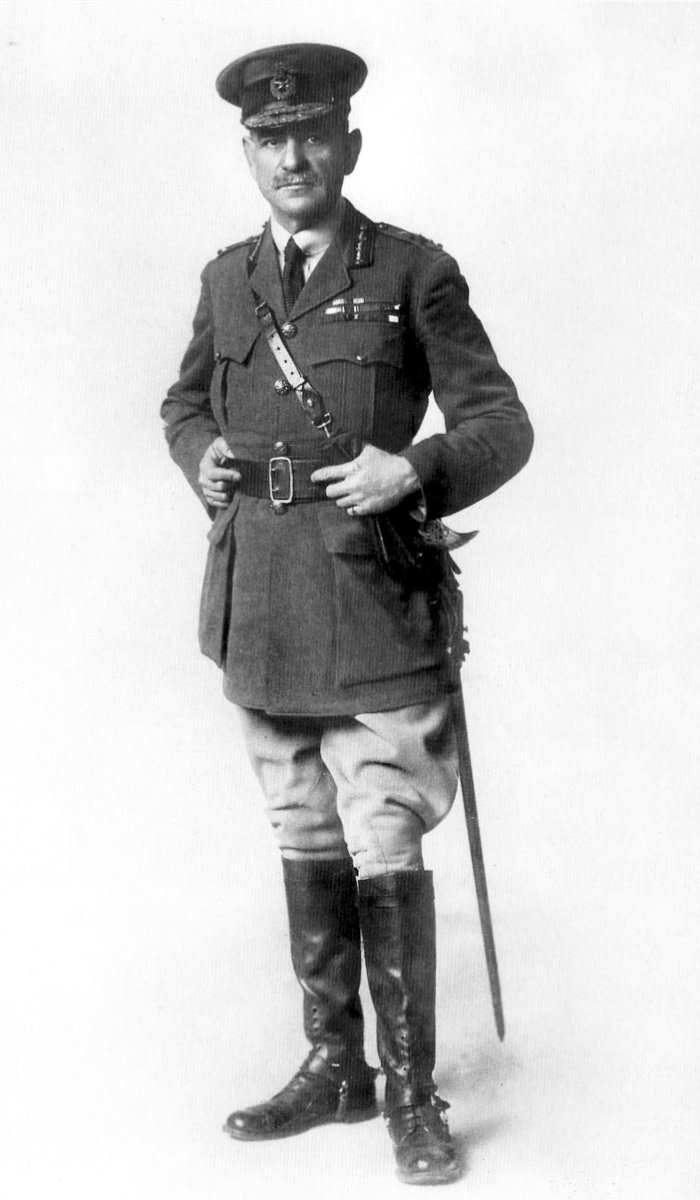
Gen. John Monash (1918)

Po wybuchu wojny został żołnierzem służby czynnej i początkowo kierował wojskową cenzurą wojenną. Po utworzeniu Australijskich Sił Imperialnych (wojsk ekspedycyjnych mających wziąć udział w wojnie w Europie i na Bliskim Wschodzie, u boku sił brytyjskich) został dowódcą 4 Brygady Piechoty, którą skierowano do Egiptu. Później wraz ze swymi żołnierzami wziął udział w bitwie o Gallipoli, gdzie dowodził jednym z odcinków frontu. Jego niezwykle sprawne dowodzenie podczas tych walk zwróciło na niego uwagę przełożonych i w lipcu 1915 otrzymał szlify generalskie. Po okresie odpoczynku w Egipcie, w 1917 trafił na front zachodni, gdzie objął dowództwo 3 Dywizji Australijskiej. Brał udział w bitwie pod Messines oraz pierwszej bitwie pod Passchendaele. 
W maju 1918 jako pierwszy Australijczyk został głównodowodzącym sił australijskich biorących udział w wojnie (wszyscy jego poprzednicy byli Brytyjczykami). Równocześnie otrzymał awans na stopień generała dywizji. Pod jego dowództwem Australijczycy wzięli udział w bitwie pod Amiens, gdzie przypadło im w udziale przeprowadzenie pierwszego uderzenia na pozycje wroga. Monash nakazał swoim żołnierzom, aby w pierwszej kolejności skupili się na zniszczeniu lub przejęciu artylerii przeciwnika, aby osłabić siłę obrony. Przygniatające zwycięstwo aliantów w tej bitwie uznawane jest za koniec wojny pozycyjnej i jedno z wydarzeń kluczowych dla przegranej Niemiec w wojnie. Wkrótce po zakończeniu walk pod Amiens, król Jerzy V osobiście przybył na pole bitwy, aby wręczyć Monashowi Order Łaźni. W kolejnych walkach Monash był dowódcą międzynarodowego kontyngentu liczącego łącznie 208 tysięcy żołnierzy, w tym 50 tysięcy Amerykanów. 
Natychmiast po zakończeniu wojny Monash został pełnomocnikiem rządu Australii do spraw repatriacji żołnierzy do kraju. Sam powrócił tam w Boże Narodzenie 1919 roku. Zrezygnował z dalszej służby wojskowej, wracając do pracy cywilnego inżyniera. Przez wiele lat kierował spółką należącą do rządu stanu Wiktorii, mającą monopol na produkcję energii elektrycznej w tej części Australii. Przez osiem lat był wicekanclerzem (odpowiednikiem europejskiego rektora) swojej macierzystej uczelni. W 1927 objął swoim patronatem australijski ruch syjonistyczny. Brał także udział w wielu inicjatywach na rzecz upamiętnienia poległych w wojnie Australijczyków. 
Został pochowany z najwyższymi honorami państwowymi, na pogrzeb przyszło 250 tysięcy osób. Zgodnie z jego życzeniem, na płycie nagrobnej umieszczone zostało wyłącznie jego imię i nazwisko, bez żadnych tytułów ani informacji o uzyskanych odznaczeniach.

## Pamięć
Jego imię nosi wiele instytucji i obiektów w Australii, między innymi jedna z dzielnic Melbourne (City of Monash), uczelnia w tym mieście (Uniwersytet Monasha) oraz autostrada (Monash Freeway). Od jego nazwiska pochodzi też nazwa wsi Kefar Monash w Izraelu, założonej przez jego byłych podkomendnych.